# 장유전
장유전(중국어 정체자: 江佑真, 한자음: 강우진, 1996년 12월 7일 ~)은 대만의 유튜버이다.